# Dava Sobel

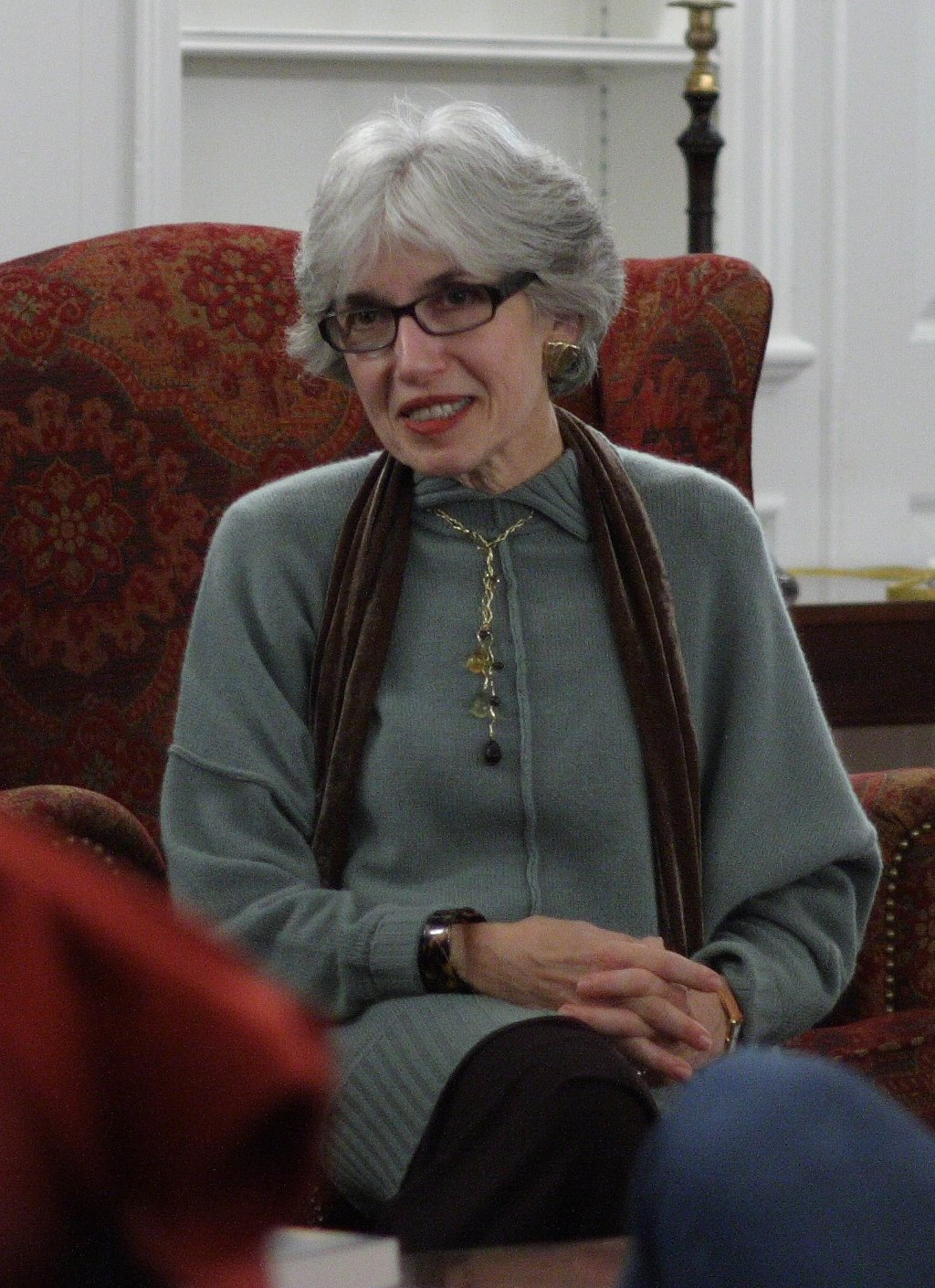
Dava Sobel.

Dava Sobel (Nueva York, 15 de junio de 1947) es una reportera y divulgadora científica estadounidense, y además escritora de libros de divulgación científica. Fue reportera de ciencia del New York Times. En la actualidad vive en Nueva York. Sus trabajos incluyen:
- Longitude: The True Story of a Lone Genius Who Solved the Greatest Scientific Problem of His Time.
  - Longitud: La verdadera historia de un genio solitario que resolvió el mayor problema científico de su tiempo - El genio en cuestión fue John Harrison, que dedicó decenas de años a la fabricación de un cronómetro marino de suficiente precisión para poder determinar la longitud en el mar con la exactitud pedida en el premio de la longitud del Almirantazgo Británico, aunque cobró distintas cantidades sólo el N.º 4 mereció el premio. En realidad los españoles ya habían descubierto la forma de calcular la longitud y la venían utilizando en sus viajes de exploración en los siglos XVI y XVII.

- Galileo's Daughter: A Historical Memoir of Science, Faith, and Love (2000).
  - La hija de Galileo: Una biografía de la historia de la ciencia, la fe y el amor.
  - Ver: Galileo.

- The Planets (2005).
  - Los Planetas.
  - Ver: Sistema Solar.

En 1999 A&E realizó una dramatización para televisión del libro Longitude, donde Michael Gambon interpretó a John Harrison, y Jeremy Irons a Rupert Gould (este último quien restauró los relojes de Harrison para la posteridad a mediados del siglo XX).
En 2011 publicó 
- A More Perfect Heaven How Copernicus Revolutionized the Cosmos editado por Walker & Company.
- Versión en español Un cielo pluscuamperfecto: Copérnico y la revolución del cosmos editado por Turner.